# Grădina Sovietică
Grădina Sovietică  este un film documentar, realizat de regizorul și producătorul Dragoș Turea timp de 10 ani și lansat în anul 2019 în Premieră Mondială la Sarajevo Film Festival. Grădina Sovietică este produs de Parmis Film Studio Republica Moldova în Coproducție cu Rova Film, România.  

## Conținut
Stimulat de moartea misterioasă a bunicii sale, Dragoș Turea, un regizor din Republica Moldova, descoperă un experiment științific secret. Dragoș dezvăluie planul secret al lui Nikita Hrușciov de a transforma Moldova în Grădina Sovietică pentru aplicarea energiei atomice în agricultura locală.

## Echipa
- Regizor - Dragoș Turea
- Scenariu și Producție  - Dragoș Turea, Marian Crișan
- Director de imagine - Ion Borș
- Montaj - Vadim Severin
- Compozitor - Cristian Lolea
- Sound Design -  Alexandru Dumitru, Dragoș Cătărău
- Priza directă - Marin Turea, Victor Ciobanu, Grigore Bechet

## Prezențe la festivaluri
| An   | Festival                             | Țară                       | Nominație                                                  | Rezultat           |
| ---- | ------------------------------------ | -------------------------- | ---------------------------------------------------------- | ------------------ |
| 2019 | Sarajevo Film Festival               | Bosnia și Herțegovina      | Inima Orașului Sarajevo                                    | Nominație          |
| 2019 | Moldox                               | Republica Moldova          | Secțiunea Principală                                       | Nominație          |
| 2019 | Astra Film Festival                  | România                    | Cel mai bun film Românesc                                  | Nominație          |
| 2019 | DOCest                               | România                    | Secțiunea Principală                                       | Nominație          |
| 2020 | Gala Uniunii Cineaștilor             | Republica Moldova          | Cel mai bun film                                           | Câștigător         |
| 2020 | Gala Uniunii Cineaștilor             | Republica Moldova          | Cel mai bun scenariu                                       | Câștigător         |
| 2020 | Gala Uniunii Cineaștilor             | Republica Moldova          | Cel mai film documentar                                    | Nominație          |
| 2020 | Gala Uniunii Cineaștilor             | Republica Moldova          | Menține specială pentru muzica originală de Cristian Lolea | Câștigător         |
| 2020 | TIFF                                 | România                    | Zilele Filmului Românesc                                   |                    |
| 2020 | FINCA                                | Argentina                  | Food Sovereignty                                           | Nominație          |
| 2020 | Uranium Film Festival                | Germania                   | Secțiunea Principală                                       | Mențiune Onorabilă |
| 2020 | Le Voci dell'Inchiesta Doc Fest      | Italia                     | Secțiunea Principală                                       | Nominație          |
| 2020 | Romanian Film Festival Seattle       | Statele Unite ale Americii | Secțiunea Principală                                       | Nominație          |
| 2021 | BEAST Film Festival                  | Portugalia                 | Doc Highlight                                              | Nominație          |
| 2022 | Premiul Emil Loteanu                 | Republica Moldova          | Premiul Emil Loteanu                                       | Câștigător         |
| 2022 | Festivalul Filmului European         | România                    | Secțiunea Principală                                       | Nominație          |
| 2023 | Fribourg International Film Festival | Elveția                    | Nouveau territoire                                         | Nominație          |